# Chiddingstone Hoath
Chiddingstone Hoath est un hameau dans le district de Sevenoaks dans le Kent.